# Néranádas
Néranádas, románul Naidăș, szerbül: Најдаш, falu Romániában, a Bánságban, Krassó-Szörény megyében.

## Fekvése
A Néra bal partján, a Lokva-hegység északi lábánál, a román-szerb határtól 2 km-re délkeletre, Szászkabányától 10 km-re nyugatra fekvő település.

## Története
Néranádas, Nádas nevét 1378-ban említette először oklevél Nadasd néven. 1688-ban Nadas, 1723-ban Nadasch, 1743-ban Nadas, 1799-ben Nádas, 1808-ban Najdas, Najdash, 1913-ban Néranádas néven írták.
1910-ben 2712 lakosából 2655 fő román, 30 magyar volt. A népességből 2676 fő görögkeleti ortodox vallású volt.
A trianoni békeszerződés előtt Krassó-Szörény vármegye Jámi járásához tartozott.

## Nevezetességek
- Középkori temploma a kavicsbánya mögött 500 méterre, a Néra folyó völgyében található. A romániai műemlékek jegyzékében a CS-I-s-B-10862 sorszámon szerepel.[2]